# 莱卡特染料
莱卡特染料（化学式：C41H29NO）是一种溶致显色染料，它会随着溶剂的不同而显现不同的颜色，且颜色分布整个可见光谱，因此它可用于教学演示实验。

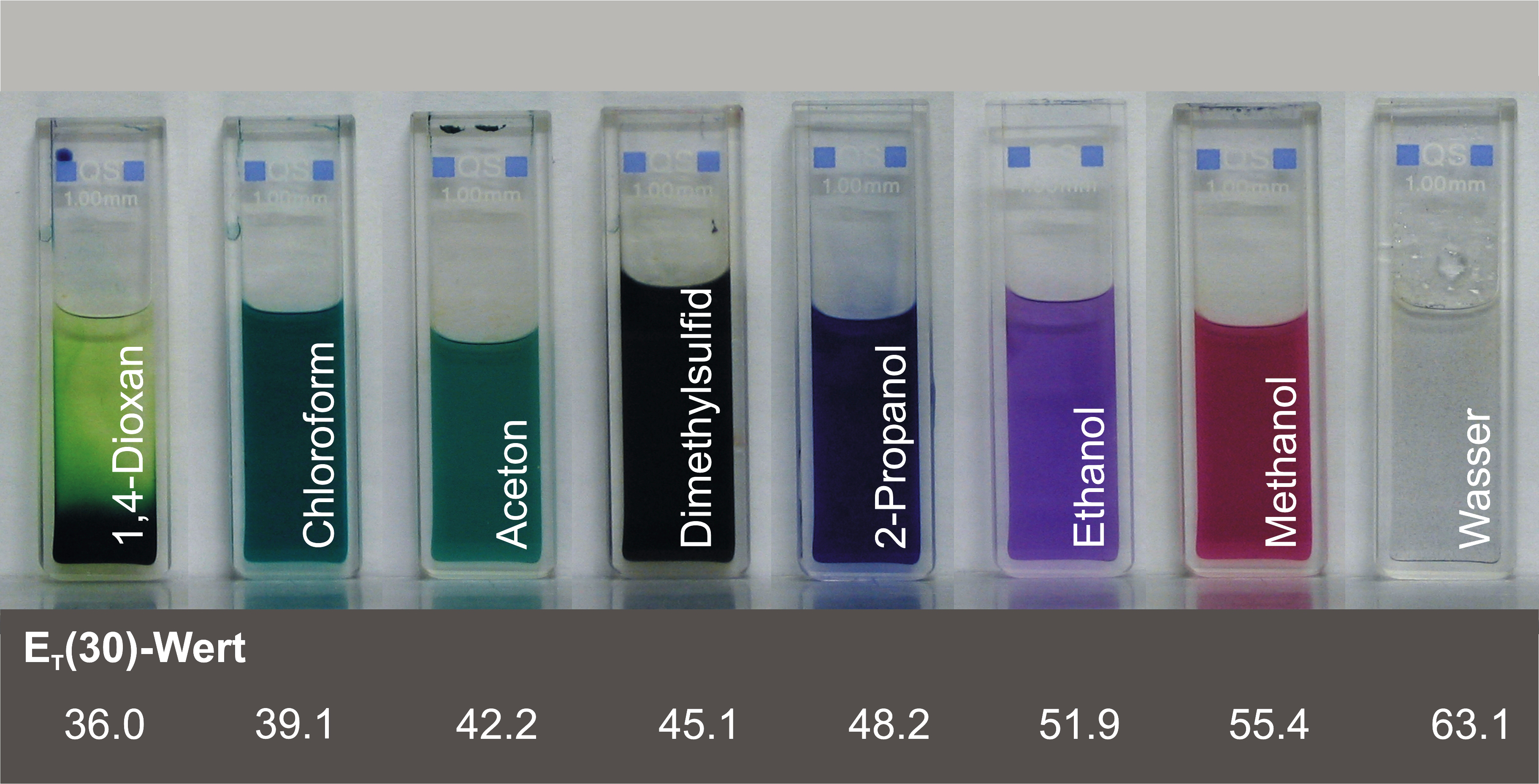
随着溶剂极性增加（从左至右），它在不同溶剂中溶解产生暗绿色至紫色再至红色，最终变为无色。所用溶剂为1,4-二氧六环、氯仿、丙酮、二甲基亚砜^{[注]}、异丙醇、乙醇、甲醇和水。

这种染料的名字来源于德国化学家克里斯汀·莱卡特。这一名称有时也会用于其它化学类似物，例如苯环对位叔丁基取代的化合物。